# Fordringsägare (film, 2008)
Fordringsägare är en svensk TV-film från 2008 i regi av Thorsten Flinck. Filmen bygger på August Strindbergs pjäs med samma namn (1889) och i rollerna ses Flinck, Henrik Schyffert och Elin Klinga. Filmen producerades av Angelica Wallgren och fotades av Jan-Hugo Norman.

## Rollista
- Thorsten Flinck – Gustav
- Henrik Schyffert – Adolf
- Elin Klinga – Tekla